# Сахра Карімі
Сахра Карімі (пушту صحرا كريمي ; нар.21 травня 1983) — афганська кінорежисерка і перша жінка-керівниця державної кінокомпанії Афганфільм (Afghan Film). Вона перша та єдина жінка в історії Афганістану, яка мала науковий ступінь доктора кіно та кіновиробництва.

## Біографія
Карімі народилася й виросла в Тегерані, здобула освіту в Чехії та Словаччині а у 2012 році повернулася до Афганістану. Вона здобула ступінь доктора філософії в галузі кіно (режисура художнього кіно та сценарій) в Академії музики та виконавських мистецтв у Братиславі, на факультеті кіно та телебачення. Документальний фільм «Легкий вітерець», який вона зняла за час роботи у Братиславі, отримав нагороду «Сонце в мережі» (найвища кінопремія Словаччини) за найкращий короткометражний фільм.
Повернувшись до Афганістану, вона допомогла відкрити Мультимедійний будинок Капіла для підтримки незалежних афганських режисерів. У 2019 році вона стала першою жінкою-головою державної кінокомпанії «Афганфільм» від її заснування у 1968 році.
Її першою професійною роботою був документальний фільм «У пошуках мрії», представлений в 2006 році на міжнародному кінофестивалі в Дацці. Серед інших її відомих робіт — «Афганські жінки за кермом», що отримала близько 20 нагород на великих міжнародних кінофестивалях. У 2019 році вона зняла фільм «Хава, Мар'ям, Аїша», прем'єра якого відбулася на Венеціанському кінофестивалі і був номінований на премію «Орізонті» (премія за найкращий фільм).
У творах Карімі часто зображуються афганські жінки. У них вона засуджує гендерну дискримінацію. У документальному фільмі «Афганські жінки за кермом» (2009) вона розповідає про життя перших жінок в Афганістані, які отримали водійські права. Парліка — це ім'я афганської захисниці прав жінок. У своєму першому художньому фільмі «Хава, Мар'ям, Аїша» (2019) вона розповідає історію трьох вагітних жінок, які беруть на себе відповідальність за свою долю.
17 серпня 2021 року, після захоплення Кабула талібами її разом з сім'єю з 11 осіб евакуювали з Кабула до Києва. До цього вона звернулася до міжнародної спільноти з проханням допомогти афганським режисерам, життя яких перебуває у небезпеці після приходу до влади Талібану.

## Фільмографія
- Хава, Мар'ям, Аїша (2019)[3]
- Парліка (2016)[16]
- Афганські жінки за кермом (2009)[16]